# 盛爱颐
盛爱颐（1900年—1983年）是晚清政治家、实业家盛宣怀的第七女，为庄夫人所出。

## 生平
盛爱颐就读于上海圣约翰大学，为上海著名的才女。1927年庄夫人去世，次年引发轰动一时的遗产案。原告为盛爱颐，被告为盛氏五房男丁（盛宣怀四子盛恩颐、五子盛重颐、七子盛升颐、长孙盛毓常、三房的孙子盛毓邮）。1928年9月5日该案开庭，盛爱颐胜诉，以女儿身份分得了原为公产的一笔遗产的七分之一，计50万元，成为中国历史上第一个以女儿身份获得继承权的人。此案为民国第一例女性继承权案件，引起社会广泛关注，并得到宋氏姐妹（宋蔼龄、宋庆龄）的支持。
1932年，盛爱颐投资创办了上海著名的豪华娱乐会所百乐门舞厅，成为中国第一位涉足娱乐行业的女企业家。

## 家庭
盛爱颐在1932年嫁给其表兄庄铸九，并育有一子庄元端（英文名Peter，1933年生）和一女庄元贞。此前追求她的男子中，最著名的一位是後來擔任過財政部長、行政院長的宋子文，但却因庄夫人对宋家的门户偏见和其他原因，最终未能走到一起。
1949年以后，盛爱颐留在上海，直到1983年去世。